# Glasmanufaktur von Poschinger

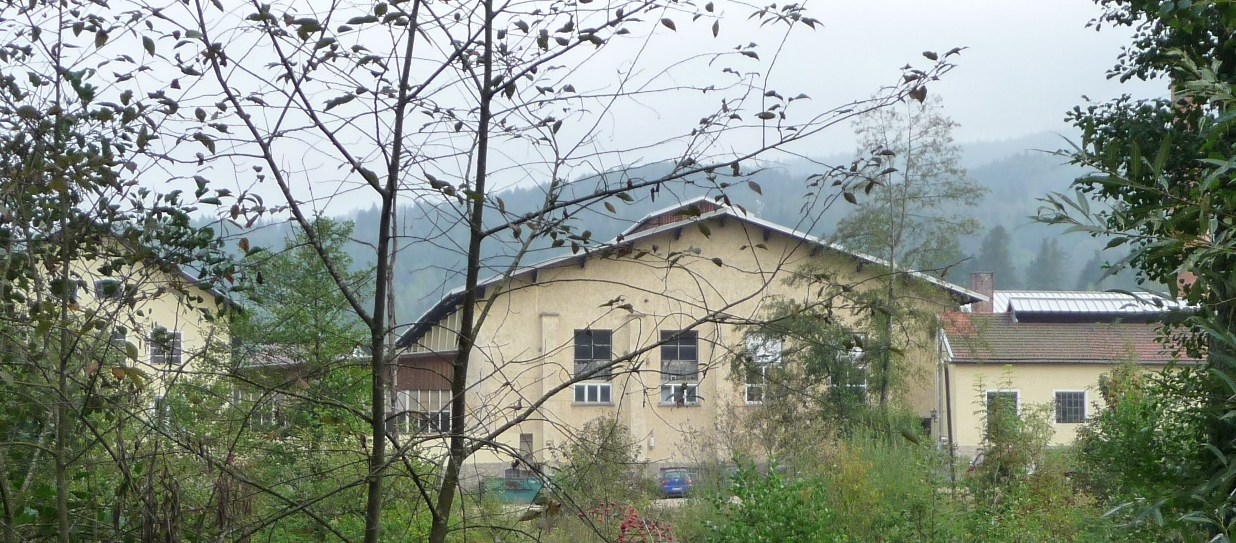
Glashütte Poschinger

Die Glasmanufaktur von Poschinger war ein in Frauenau im Bayerischen Wald ansässiger Hersteller von Glaswaren. Das Unternehmen wurde 1568 gegründet und war damit die älteste Glasmanufaktur Deutschlands und weltweit die älteste in durchgehendem Familienbesitz.

## Geschichte

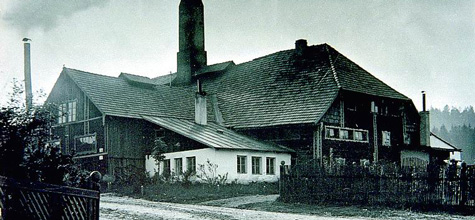
Die Glashütte um 1900

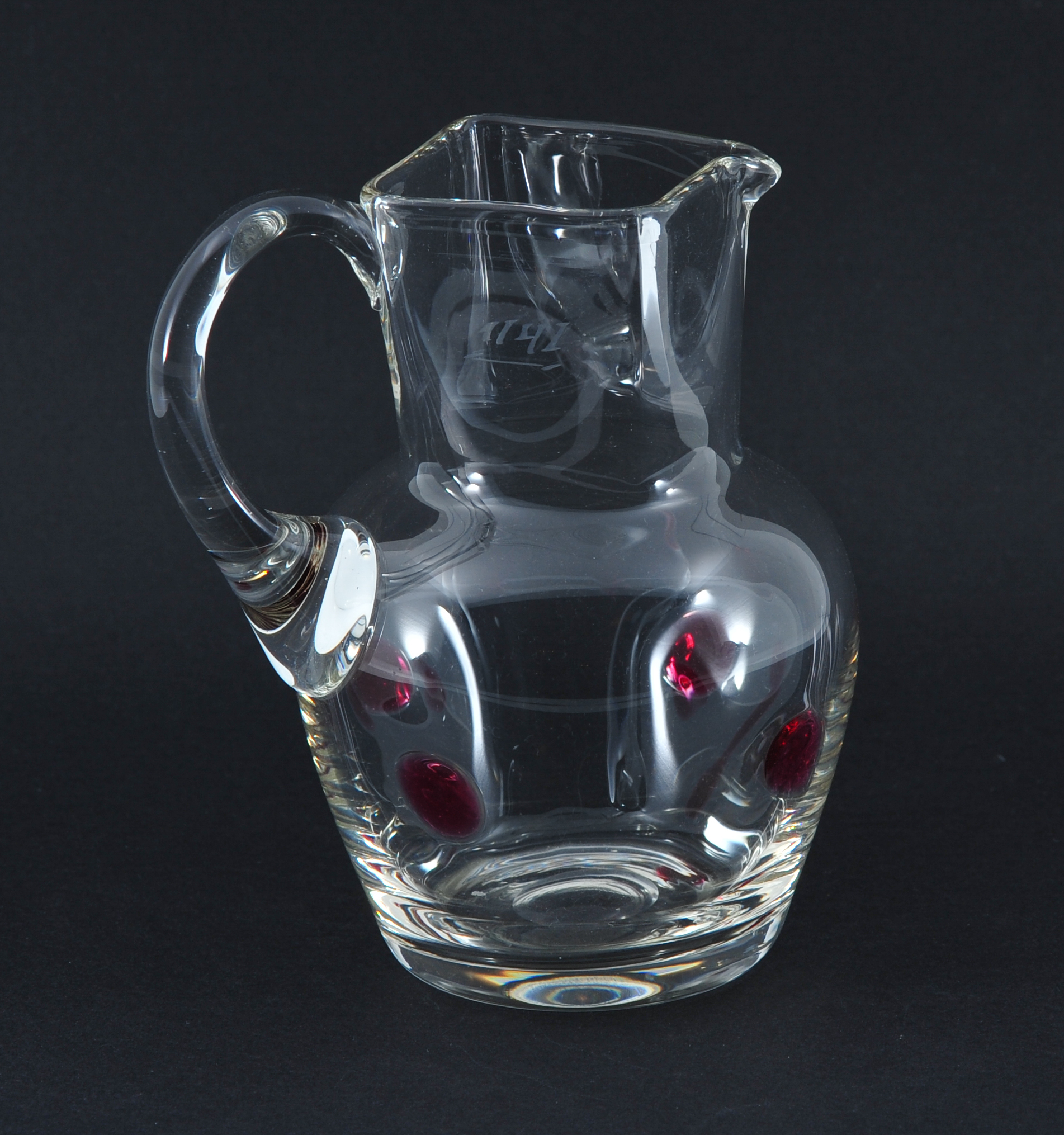
Weinkrug mit 1/4 Liter-Eichmarke, Anfang des 20. Jahrhunderts

Erstmals erwähnt wurde die Glashütte im Eigentum der Familie Poschinger 1569. In den ersten drei Jahrhunderten ihres Bestehens wechselte die Betriebsstätte häufig. Zunächst wurde so lange an einem waldreichen Standort, an dem Holz als Heizmaterial verfügbar war, gefertigt, bis die Wälder in der Umgebung erschöpft und der Holzvorrat verbraucht war. Im Abstand von 40 bis 60 Jahren wurde jeweils an einem anderen Ort, an dem ausreichende Holzressourcen zur Verfügung standen, eine neue Betriebsstätte gebaut. Die Produktpalette umfasste Kirchenfenster, Kelche und Trinkgläser.
In der ersten Hälfte des 19. Jahrhunderts wurde die Firma unter Michael von Poschinger mitsamt ihren Betriebsstätten sesshaft, was auch darauf zurückzuführen ist, dass von da an leicht transportable Kohle als Heizmaterial verfügbar war. Michael von Poschinger erbaute 1835 die Spiegelfabrik in Oberfrauenau und die dazugehörige Glasschleiferei am Kleinen Regen. Die von ihm 1848 in Betrieb genommene Moosauhütte in (Unter-)Frauenau ist die heutige Poschingerhütte, welche als einzige von mindestens vier von ihm damals betriebenen Glashütten bis heute produziert. Die hohe Qualität des dort hergestellten Tafelglases wurde 1854 auf der Ersten Allgemeinen Deutschen Industrieausstellung in München offiziell anerkannt. Dies war ein Wettbewerbsvorteil gegenüber den damals den Markt dominierenden böhmischen Glasherstellern.
Nachdem Johann Michael 1863 tödlich verunglückt war, übernahm sein Sohn Georg Benedikt II. von Poschinger die Betriebsleitung. Dieser sorgte für eine Anbindung an die Bahnstrecke Zwiesel–Grafenau, womit die Kohleversorgung gesichert war. Auf ihn folgte als Inhaber ab 1900 sein Bruder Eduard Ferdinand. Dieser verpachtete die Glashütte von 1905 bis 1924 an Isidor Gistl, dem es durch geschicktes unternehmerisches Handeln gelang, danach mit der Glashütte Gistl selbstständig zu werden. Während Gistl die Manufaktur Poschinger leitete, stieg die Mitarbeiterzahl von 150 auf 500.
Das Unternehmen wurde danach von Hippolyt Poschinger von Frauenau geleitet, der es 1980 seinem Sohn Stephan übergab. Seit 2007 leitet Benedikt Poschinger als fünfzehnter Familienangehöriger den Betrieb.
Neben der Glasmanufaktur besitzt die Familie Poschinger den größten privaten Forstbesitz in Niederbayern.

## Gegenwart
Die in der Mitte des letzten Jahrhunderts hauptsächlich produzierten Massenprodukte wie Biergläser waren nicht mehr wirtschaftlich herzustellen. Das Sortiment bestand zum Schluss aus hochwertigen Sonder- und Spezialanfertigungen. Neben Trinkgläsern wurden Gläser für Medizintechnik, Ersatzteile für Lampen und Glas für historische Fenster gefertigt. Im Jahr 2000 stellte Poschinger 150.000 gläserne Festabzeichen für das Fest der Bayern her.
Es wurden auch Führungen angeboten, bei denen die Besucher selbst eine Glaskugel blasen konnten. In ehemaligen Fabrikationshallen fanden kulturelle Veranstaltungen statt. In der Umgebung gibt es einen Skulpturenpark sowie Ateliers für Glaskünstler.
Zum 30. November 2021 wurde der Betrieb der Glashütte eingestellt.

## Auszeichnungen
- Goldmedaille auf der Weltausstellung in Paris 1900.[5]